# Švýcarská Super League
Švýcarská fotbalová liga, oficiálně od roku 2021 Credit Suisse Super League podle sponzora, je nejvyšší švýcarská fotbalová soutěž. Založena byla roku 1897. Od roku 1897 existovala pod názvem Serie A. Ta se rozdělovala na tři skupiny - nejprve A, B a C, poté východ, střed a západ. Vítězové těchto skupin se poté střetli ve finálovém skupině. Tento skupinový systém v roce 1933 nahradila jedna liga, ve které bylo 16 mužstev. Počet se postupně snižoval až se v roce 2003 snížil na současných 10 mužstev. Mužstva odehrají každý s každým doma a venku celkem 4 utkání (celkem odehraje každé 36 utkání). Nejúspěšnějším klubem ligy je Grasshopper Club Curych, který posbíral 27 ligových titulů.

## Změny názvu ligy
- 1897/98 – Schweizer Fussballmeisterschaft
- 1898/99 – 1930/31 – Serie A
- 1931/32 – 1943/44 – Nationalliga
- 1944/45 – 2002/03 – Nationalliga A
- 2003/04 – 2011/12 – Super League
- 2012/13 – 2020/21 – Raiffeisen Super League
- 2021/21 – Credit Suisse Super League

## Nejvíce sezon v lize
Jedná se o kompletní seznam klubů, které se zúčastnilo od sezóny 1897/98 až do sezóny 2024/25 (tučně označené).
- 119 sezon: Grasshopper
- 118 sezon: Young Boys
- 116 sezon: Basilej
- 115 sezon: Curych
- 112 sezon: Servette
- 108 sezon: Lausanne
- 94 sezon: St. Gallen
- 76 sezon: La Chaux-de-Fonds, Lucern
- 75 sezon: Lugano
- 60 sezon: Biel-Bienne
- 59 sezon: Aarau
- 56 sezon: Sion, Fellows Curych
- 46 sezon: Winterthur
- 45 sezon: Bern
- 39 sezon: Grenchen, Neuchâtel Xamax
- 35 sezon: Nordstern
- 34 sezon: Old Boys Basilej
- 33 sezon: Bellinzona, Urania Ženeva
- 30 sezon: Friburg
- 28 sezon: Chiasso
- 23 sezon: Etoile Sporting
- 21 sezon: Brühl
- 20 sezon: Blue Stars Curych
- 17 sezon: Thun
- 14 sezon: Montreux-Sports
- 13 sezon: Étoile Carouge, FC Locarno
- 11 sezon: Concordia Basilej
- 10 sezon: Wettingen
- 8 sezon: Baden, Chênois
- 7 sezon: Sciaffusa, Vevey, Yverdon
- 6 sezon: Blue Stars St. Gallen, Solothurn
- 5 sezon: Neumünster, Vaduz
- 4 sezon: Concordia Yverdon
- 3 sezon: Bulle
- 2 sezony: Anglo-American Club Curych, SR Delémont, Kickers Lucern, SC Kriens, Wil
- 1 sezony: Black Stars Basilej, FC Monthey, Stade Lausanne-Ouchy, FC Wohlen

## Mistři
- 1897/98:  Grasshopper (1. titul)
- 1898/98:  Anglo-American Club Curych (1.)
- 1899/99:  Grasshopper (3.)
- 1900/01:  Grasshopper (4.)
- 1901/02:  Curych (1.)
- 1902/03:  Young Boys (1.)
- 1903/04:  St. Gallen (1.)
- 1904/05:  Grasshopper (5.)
- 1905/06:  Winterthur (1.)
- 1906/07:  Servette (1.)
- 1907/08:  Winterthur (2.)
- 1908/09:  Young Boys (2.)
- 1909/10:  Young Boys (3.)
- 1910/11:  Young Boys (4.)
- 1911/12:  Aarau (1.)
- 1912/13:  Lausanne (1.)
- 1913/14:  Aarau (2.)
- 1914/15:  Brühl (1.)
- 1915/16:  Neuchâtel Xamax (1.)
- 1916/17:  Winterthur (3.)
- 1917/18:  Servette (2.)
- 1918/19:  Étoile-Sporting (1.)
- 1919/20:  Young Boys (5.)
- 1920/21:  Grasshopper (6.)
- 1921/22:  Servette (3.)
- 1922/23: neuděleno
- 1923/24:  Curych (2.)
- 1924/25:  Servette (4.)
- 1925/26:  Servette (5.)
- 1926/27:  Grasshopper (7.)
- 1927/28:  Grasshopper (8.)
- 1928/29:  Young Boys (6.)
- 1929/30:  Servette (6.)
- 1930/31:  Grasshopper (9.)
- 1931/32:  Lausanne (2.)
- 1932/33:  Servette (7.)
- 1933/34:  Servette (8.)
- 1934/35:  Lausanne (3.)
- 1935/36:  Lausanne (4.)
- 1936/37:  Grasshopper (10.)
- 1937/38:  Lugano (1.)
- 1938/39:  Grasshopper (11.)
- 1939/40:  Servette (9.)
- 1940/41:  Lugano (2.)
- 1941/42:  Grasshopper (12.)
- 1942/43:  Grasshopper (13.)
- 1943/44:  Lausanne (5.)
- 1944/45:  Grasshopper (14.)
- 1945/46:  Servette (10.)
- 1946/47:  Biel-Bienne (1.)
- 1947/48:  Bellinzona (1.)
- 1948/49:  Lugano (3.)
- 1949/50:  Servette (11.)
- 1950/51:  Lausanne (6.)
- 1951/52:  Grasshopper (15.)
- 1952/53:  Basilej (1.)
- 1953/54:  La Chaux-de-Fonds (1.)
- 1954/55:  La Chaux-de-Fonds (2.)
- 1955/56:  Grasshopper (16.)
- 1956/57:  Young Boys (7.)
- 1957/58:  Young Boys (8.)
- 1958/59:  Young Boys (9.)
- 1959/60:  Young Boys (10.)
- 1960/61:  Servette (12.)
- 1961/62:  Servette (13.)
- 1962/63:  Curych (3.)
- 1963/64:  La Chaux-de-Fonds (3.)
- 1964/55:  Lausanne (7.)
- 1965/66:  Curych (4.)
- 1966/67:  Basilej (2.)
- 1967/68:  Curych (5.)
- 1968/69:  Basilej (3.)
- 1969/70:  Basilej (4.)
- 1970/71:  Grasshopper (17.)
- 1971/72:  Basilej (5.)
- 1972/73:  Basilej (6.)
- 1973/74:  Curych (6.)
- 1974/75:  Curych (7.)
- 1975/76:  Curych (8.)
- 1976/77:  Basilej (7.)
- 1977/78:  Grasshopper (18.)
- 1978/79:  Servette (14.)
- 1979/80:  Basilej (8.)
- 1980/81:  Curych (9.)
- 1981/82:  Grasshopper (19.)
- 1982/83:  Grasshopper (20.)
- 1983/84:  Grasshopper (21.)
- 1984/85:  Servette (15.)
- 1985/86:  Young Boys (11.)
- 1986/87:  Neuchâtel Xamax (1.)
- 1987/88:  Neuchâtel Xamax (2.)
- 1988/89:  Lucern (1.)
- 1989/90:  Grasshopper (21.)
- 1990/91:  Grasshopper (22.)
- 1991/92:  Sion (1.)
- 1992/93:  Aarau (3.)
- 1993/94:  Servette (16.)
- 1994/95:  Grasshopper (23.)
- 1995/96:  Grasshopper (24.)
- 1996/97:  Sion (2.)
- 1997/98:  Grasshopper (25.)
- 1998/99:  Servette (17.)
- 1999/00:  St. Gallen (2.)
- 2000/01:  Grasshopper (26.)
- 2001/02:  Basilej (9.)
- 2002/03:  Grasshopper (27.)
- 2003/04:  Basilej (10.)
- 2004/05:  Basilej (11.)
- 2005/06:  Curych (10.)
- 2006/07:  Curych (11.)
- 2007/08:  Basilej (12.)
- 2008/09:  Curych (12.)
- 2009/10:  Basilej (13.)
- 2010/11:  Basilej (14.)
- 2011/12:  Basilej (15.)
- 2012/13:  Basilej (16.)
- 2013/14:  Basilej (17.)
- 2014/15:  Basilej (18.)
- 2015/16:  Basilej (19.)
- 2016/17:  Basilej (20.)
- 2017/18:  Young Boys (12.)
- 2018/19:  Young Boys (13.)
- 2019/20:  Young Boys (14.)
- 2020/21:  Young Boys (15.)
- 2021/22:  Curych (13.)
- 2022/23:  Young Boys (16.)
- 2023/24:  Young Boys (17.)
- 2024/25:  Basilej (21.)

## Nejlepší kluby v historii - podle počtu titulů
| Vítězové nejvyšší ligové soutěže |        | |
| Klub                             | Tituly | Vítězné ročníky |
| Grasshopper Curych               | 27     | 1897/98, 1899/00, 1900/01, 1904/05, 1920/21, 1926/27, 1927/28, 1930/31, 1936/37, 1938/39, 1941/42, 1942/43, 1944/45, 1951/52, 1955/56, 1970/71, 1977/78, 1981/82, 1982/83, 1983/84, 1989/90, 1990/91, 1994/95, 1995/96, 1997/98, 2000/01, 2002/03 |
| FC Basilej                       | 21     | 1952/53, 1966/67, 1968/69, 1969/70, 1971/72, 1972/73, 1976/77, 1979/80, 2001/02, 2003/04, 2004/05, 2007/08, 2009/10, 2010/11, 2011/12, 2012/13, 2013/14, 2014/15, 2015/16, 2016/17, 2024/25                                                       |
| BSC Young Boys                   | 17     | 1902/03, 1908/09, 1909/10, 1910/11, 1919/20, 1928/29, 1956/57, 1957/58, 1958/59, 1956/60, 1985/86, 2017/18, 2018/19, 2019/20, 2020/21, 2022/23, 2023/24                                                                                           |
| Servette FC                      | 17     | 1906/07, 1917/18, 1921/22, 1924/25, 1925/26, 1929/30, 1932/33, 1933/34, 1939/40, 1945/46, 1949/50, 1960/61, 1961/62, 1978/79, 1984/85, 1993/94, 1998/99                                                                                           |
| FC Curych                        | 13     | 1901/02, 1923/24, 1962/63, 1965/66, 1967/68, 1973/74, 1974/75, 1975/76, 1980/81, 2005/06, 2006/07, 2008/09, 2021/22 |
| FC Lausanne-Sport                | 7      | 1912/13, 1931/32, 1934/35, 1935/36, 1943/44, 1950/51, 1964/65 |
| FC Winterthur                    | 3      | 1905/06, 1907/08, 1916/17 |
| FC Lugano                        | 3      | 1937/38, 1940/41, 1948/49 |
| FC La Chaux-de-Fonds             | 3      | 1953/54, 1954/55, 1963/64 |
| FC Aarau                         | 3      | 1911/12, 1913/14, 1992/93 |
| Neuchâtel Xamax                  | 2      | 1986/87, 1987/88 |
| FC Sion                          | 2      | 1991/92, 1996/97 |
| FC St. Gallen                    | 2      | 1903/04, 1999/00 |
| Anglo-American Club Curych       | 1      | 1898/99 |
| SC Brühl St. Gallen              | 1      | 1914/15 |
| FC Cantonal Neuchâtel            | 1      | 1915/16 |
| FC Étoile Sporting               | 1      | 1918/19 |
| FC Biel-Bienne                   | 1      | 1946/47 |
| AC Bellinzona                    | 1      | 1947/48 |
| FC Lucern                        | 1      | 1988/89 |